# 上圣塞巴斯蒂昂
上圣塞巴斯蒂昂是巴西里约热内卢州的一个市镇。总面积397.18平方公里，总人口8809人，人口密度22.2人/平方公里。